# Tunesische Basketballnationalmannschaft
Die tunesische Basketballnationalmannschaft der Herren vertritt Tunesien bei Basketball-Länderspielen. Die tunesische Nationalmannschaft stand zunächst im Schatten anderer nordafrikanischer Auswahlmannschaften, konnte sich aber in jüngster Zeit für die globalen Endrunden WM 2010 und Olympische Spiele 2012 qualifizieren. Nach dem erstmaligen Gewinn der Afrikameisterschaft 2011 folgte bei der Afrikameisterschaft 2013 ein Rückschlag, als man als Titelverteidiger nur den neunten Platz belegte und damit nicht an der WM-Endrunde 2014 in Spanien teilnehmen wird. Bekanntester Spieler Tunesiens ist der in Spanien seit 2013 für Real Madrid spielende Salah Mejri, der beim Gewinn der Afrikameisterschaft 2011 zum „Most Valuable Player“ der Endrunde gewählt wurde.

## Olympiateilnehmer 2012
| Spieler | Spieler             | Spieler           | Spieler | Spieler | Spieler  | Spieler                  |
| Nr.     | Name                | Geburt            | Größe   | Info    | Einsätze | Verein                   |
| ------- | ------------------- | ----------------- | ------- | ------- | -------- | ------------------------ |
|         |                     | Guards (PG, SG)   |         |         |          |                          |
| 5       | Marouan Laghnej     | 22. April 1986    | 188     |         |          | JS Kairouan              |
| 6       | Nizar Knioua        | 08.06.1983        | 189     |         |          | Stade Nabeulien          |
| 7       | Mourad El Mabrouk   | 19.10.1986        | 189     |         |          | Club Africain Tunis      |
| 8       | Marouan Kechrid     | 02.06.1981        | 178     |         |          | Club Africain Tunis      |
|         |                     | Forwards (SF, PF) |         |         |          |                          |
| 4       | Radhouane Slimane   | 16.08.1980        | 204     |         |          | al-Hilal SC              |
| 9       | Mohamed Hdidane     | 27.04.1986        | 207     |         |          | Wydad Casablanca         |
| 10      | Mehdi Jamel Hafsi   | 23.02.1978        | 203     |         |          | / AS Monaco*             |
| 12      | Makram Ben Romdhane | 27.03.1989        | 204     |         |          | Étoile Sportive du Sahel |
| 13      | Amine Rzig          | 25.08.1980        | 198     |         |          | al-Ahly SC Kairo         |
| 14      | Youssef Gaddour     | 15.03.1990        | 203     |         |          | US Monastir              |
|         |                     | Center (C)        |         |         |          |                          |
| 11      | Mokhtar Ghayaza     | 15.11.1986        | 205     |         |          | Étoile Sportive de Radès |
| 15      | Salah Mejri         | 15.06.1986        | 217     |         |          | Blu:sens Monbus          |

| Trainer  | Trainer     | Trainer  |
| Nat.     | Name        | Position |
| -------- | ----------- | -------- |
| Tunesien | Adel Tlatli |          |

| Legende                 | Legende            |
| Abk.                    | Bedeutung          |
| ----------------------- | ------------------ |
| (C)                     | Mannschaftskapitän |
| Quellen                 |                    |
| Teamhomepage            |                    |
| Ligahomepage            |                    |
| Stand: 3. November 2013 |                    |

| Legende                 | Legende            |
| Abk.                    | Bedeutung          |
| ----------------------- | ------------------ |
| (C)                     | Mannschaftskapitän |
| Quellen                 |                    |
| Teamhomepage            |                    |
| Ligahomepage            |                    |
| Stand: 3. November 2013 |                    |

* Der AS Monaco spielt im Ligabetrieb des französischen Verbandes.

### Weitere bekannte Spieler
- Ziyed Chennoufi (* 1988)

## Abschneiden bei internationalen Wettbewerben
| bis 2006 – nicht qualifiziert - 2010 – 21. Platz - 2014 – nicht qualifiziert - 2019 – 20. Platz |  | bis 2008 – nicht qualifiziert - 2012 – 11. Platz - 2016 – nicht qualifiziert - 2020 – nicht qualifiziert |

### Afrikameisterschaften
| - 1962 – nicht teilgenommen - 1964 – 4. Platz - 1965 – . Platz - 1968 – nicht teilgenommen - 1970 – . Platz - 1972 – 5. Platz - 1974 – . Platz - 1975 – 5. Platz - 1978 – nicht qualifiziert - 1980 – nicht qualifiziert | - 1981 – 6. Platz - 1983 – nicht qualifiziert - 1975 – 8. Platz - 1987 – 5. Platz - 1989 – 8. Platz - 1992 – 7. Platz - 1993 – 8. Platz - 1995 – nicht qualifiziert - 1997 – nicht qualifiziert - 1999 – 5. Platz | - 2001 – 4. Platz - 2003 – 6. Platz - 2005 – 7. Platz - 2007 – 6. Platz - 2009 – . Platz - 2011 – . Platz - 2013 – 9. Platz - 2015 – . Platz - 2017 – . Platz - 2021 – . Platz |